# Lista de membros da Royal Society eleitos em 1911
Esta é uma lista completa de Membros da Royal Society eleitos em 1911.

## Fellows
- Evelyn Baring, 1st Earl of Cromer
- Howard Turner Barnes
- Adrian John Brown
- Julius Berend Cohen
- Walter Ernest Dixon
- Frederick George Donnan
- Edmond Herbert Grove-Hills
- William Henry Lang
- John Beresford Leathes
- Edward Alfred Minchin
- Robert Muir
- Richard Dixon Oldham
- Reginald Innes Pocock
- Alfred William Porter
- Herbert William Richmond
- Lionel Walter Rothschild
- George Gerald Stoney

## Foreign members
- Oskar Backlund
- Joseph Le Bell
- Paul Heinrich von Groth
- Heinrich Kayser
- Kliment Timiryazev